# 소림사 왕서방
"소림사 왕서방"은 한국에서 제작된 조명화 감독의 1982년 영화이다. 곽무성 등이 주연으로 출연하였고 박종찬 등이 제작에 참여하였다.

## 출연

### 주연
- 곽무성
- 조인선
- 문성웅
- 오은주

## 기타
- 조명: 강광호
- 녹음: 김성찬